# アイレウ県
アイレウ県（テトゥン語：Aileu）は、東ティモールの県。729 km2に2008年の推計で4万5724人が暮らす。県都はアイレウ。アイレウ、ラウララ、レキドエ、レメシオの四地区から成る。
東ティモールの北東部に位置する、同国に二つしかない内陸県のひとつ（もう一つはエルメラ県）。北でディリ県と、東でマナトゥト県と、南東でマヌファヒ県と、南でアイナロ県と、西でエルメラ県と、さらに北西でリキシャ県と接する。元々はディリ県の一部だったが、ポルトガルの支配が終わった年に分離した。
|  |